# Rhodocoma capensis
Rhodocoma capensis là một loài thực vật có hoa trong họ Restionaceae. Loài này được Nees ex Steud. miêu tả khoa học đầu tiên năm 1855.